# Victoria Argota
Victoria Argota (Zaragoza, 23 de diciembre de 1884-Ciudad de México, 6 de enero de 1959) fue una actriz de cine española-mexicana, reconocida por interpretar a la madre del personaje titular en la película de 1944 Miguel Strogoff. Trabajó en los teatros Teatro Apolo y Teatro Martín. Murió el 6 de enero de 1959 a los 74 años.

## Filmografía
- En tiempos de don Porfirio (1940)
- Jesús de Nazareth (1942)
- Las dos huérfanas (1944)
- Miguel Strogoff (1944)
- México de mis recuerdos (1944)
- La reina mora (1955)